# الحواد (الرجم)

تعديل مصدري - تعديل

الحواد هي إحدى قرى عزلة البشاري بمديرية الرجم التابعة لمحافظة المحويت، بلغ تعداد سكانها 159 نسمة حسب تعداد اليمن لعام 2004.